# 雅科·格鲁内瓦尔德
雅科·格鲁内瓦尔德（法語：Jacquot Grunewald，1934年6月3日—）出生於當時為法國大東部大區的斯特拉斯堡，是法國拉比。

## 生平
- 在法國猶太神學院畢業之後，先後在巴黎擔任拉比，之後投入軍旅生涯，也在阿爾及利亞的阿尔萨斯擔任拉比[1]。
- 1985年移居以色列，1986年至1992年之間，頻繁往返於巴黎和耶路撒冷[2]。

## 受獎
- 2007年：藝術與文學勳章

## 相關連結
- Linkedin的帳號：Jacquot Grunewald
- FACEBOOK的帳號：Jacquot Grunewald